# 1913年の航空
< 1913年
1912年の航空 - 1913年の航空 - 1914年の航空

## 航空に関する出来事
- 1913年 - 中国が初の航空機を12機受け取る。フランスのメーカー、コードロンによる。
- 1913年 - パンチョ・ビリャ率いる革命軍のメキシコ人パイロット Gustavo Salinas Camillaとフランス人のディディエ・マッソンによって、初の爆撃が行われる。
- 1913年 - 日本に社団法人帝国飛行協会が発足した。
- 1913年か1914年 - ドイツのアントン・クノーベルが羽布のかわりに透明な樹脂を張った透明な飛行機を製作した。
- 2月5日 - ギリシャ海軍の、アリスティディス・モライティニスらがファルマン MF.7を改造した水上機でダーダネルス海峡のオスマン艦隊の偵察を行った。
- 3月28日 - 日本陸軍のブレリオ機が強風により墜落し、木村鈴四郎中尉、徳田金一中尉が殉職した。
- 4月16日 - 第1回シュナイダー・トロフィー・レースが行われる。優勝はフランスのモーリス・プレヴォが操縦する、デュペルドサン機。
- 4月24日 - ウジェーヌ・ジルベールがフランスパリ郊外のVillacoublayからスペインのビトリア＝ガステイス間の825 kmを8時間23分で無着陸飛行する。

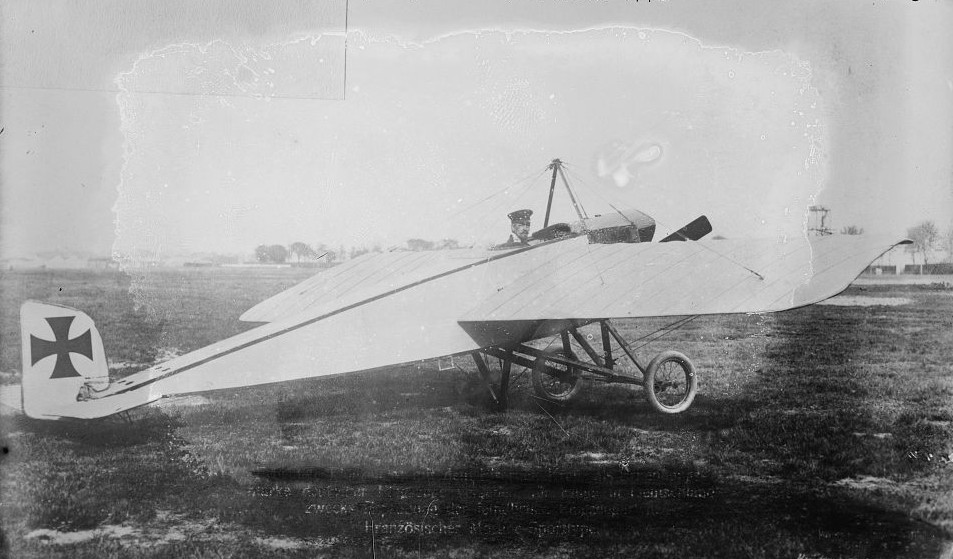
モラーヌ・ソルニエ G

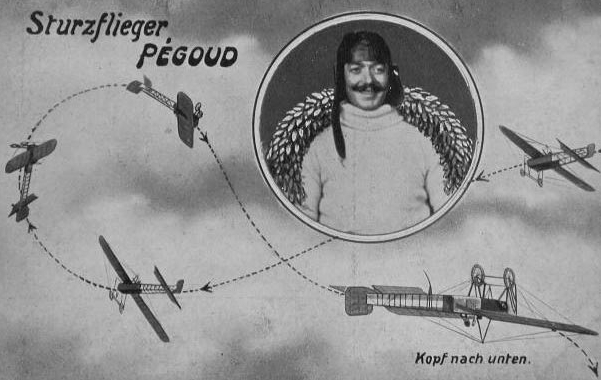
戦前のドイツの絵葉書のペグーの宙返り

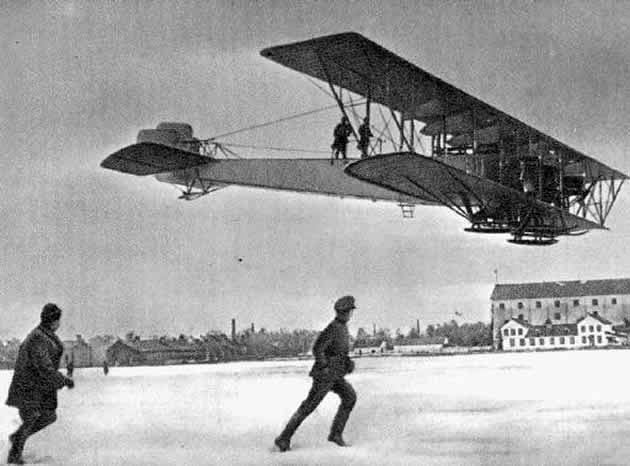
イリヤー・ムーロメツ

- 5月4日 - 武石浩玻が日本の民間飛行家として日本国内での最初の航空事故による犠牲者となる。
- 6月13日 - ドイツの航空機メーカー、ファルツ航空機製造会社が設立された。
- 6月13日 - アメリカ海軍のパイロット、パトリック・ベリンジャーがカーチス水上飛行機で6,200フィートの高度記録を樹立した。
- 6月26日 - クロード・グレアム＝ホワイトが、フロート装備のモラーヌ・ソルニエ Gで、パリからル・アーヴル、ブローニュ＝シュル＝メールとドーバーを経由してロンドンにいたる約500 kmにおよぶ飛行を行った。
- 7月1日 - ソーステルベルフ飛行場にてオランダ陸軍内に陸軍航空群（LAV）が創設される。オランダ空軍の前身である。
- 7月21日 - アメリカ人女性、タイニー・ブロードウィックが女性として初めて、飛行機からのスカイ・ダイビングに成功した。
- 7月 - スイスのパイロットオスカー・ビーダーがアルプス越えのベルン、ミラノ間の往復飛行に成功する。
- 8月19日 - フランスのパイロット、アドルフ・ペグーがヨーロッパでパラシュートで降下した最初のパイロットになった。
- 9月1日 - アドルフ・ペグーが背面飛行を行う。
- 9月9日 - ツェッペリンLZ14（ドイツ海軍のL1）が、嵐と低温により、ヘルゴラント島近くの北海に墜落し、乗員、乗客20名のうち14名が溺死した。ツェッペリン初の死亡事故である。[1]
- 9月13日 - ルーマニアのパイロット、アウレル・ヴライクがヴライク IIでカルパティア山脈を越える飛行に挑戦中にクンピナ近くで墜死した。
- 9月23日 - フランスのパイロット、ローラン・ギャロスが地中海を横断して、サン＝ラファエルから チュニジアのビゼルトまでの 729 km を7時間53分で飛行した。
- 10月13日 - ルーマニア（当時、オーストリア＝ハンガリー帝国）のパイロット、アルベルト・ツィーグラーが自作の航空機で トランシルヴァニア地方で初の飛行を行った。
- 10月17日 - ツェッペリン飛行船LZ18が、試験飛行中のエンジン爆発により破壊。28人の乗員全員が死亡した。
- 11月2日 - 8機の航空機（ブレゲー4機、ニューポール4機）でタイ空軍が発足した。
- 12月11日 - ロシアのイーゴリ・シコルスキー の大型旅客機"イリヤー・ムーロメツ"が初飛行。離陸重量4.5 tの世界初の4発機で、乗員2名、乗客10名。第一次世界大戦中は爆撃機として使用された。
- 12月13日〜14日 - ドイツの気球乗り、ヒューゴ・カウレンが87時間の滞空記録を達成。これは1935年まで破られなかった。

## 1913年に初飛行した機体の画像

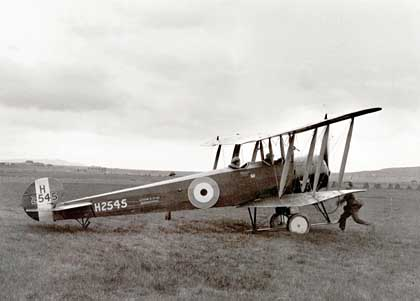
アブロ 504 （7月）
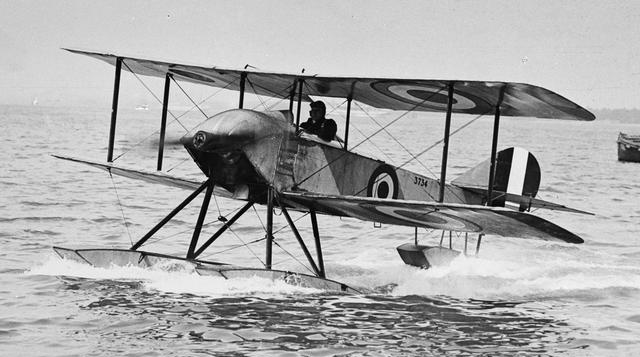
ソッピース タブロイド （11月）

## 参考資料
1. ↑  New York Times